# Svjetska baština u Meksiku
Kronološki popis svjetske baštine u Meksiku po godini upisa na UNESCO-ovu listu:
1. 1987. – Povijesno središte grada Meksika i Xochimilco
2. 1987. – Pretkolumbovski grad Palenque i nacionalni park
3. 1987. – Pretkolumbovski grad Teotihuacán
4. 1987. – Stari grad Oaxaca i ruševine Monte Albána
5. 1987. – Povijesni centar Puebla
6. 1987. – Rezervat biosfere Sian Ka'an
7. 1988. – Povijesni centar i rudnici Guanajuata
8. 1988. – Ruševine Chichen Itze
9. 1991. – Stari dio grada Morelia
10. 1992. – Pretkolumbovski grad El Tajín
11. 1993. – Rezervat biosfere El Vizcaino (zaštićeno područje za kitove)
12. 1993. – Stari dio grada Zacatecasa
13. 1993. – Crteži na stijenama Sierra de San Francisco
14. 1994. – Samostani na padinama Popocatépetla
15. 1996. – Pretkolumbovski grad Uxmal
16. 1996. – Spomenici u Querétaru
17. 1997. – Hospicij Cabañas u Guadalajari
18. 1998. – Spomenici u Tlacotalpanu
19. 1998. – Arheološka nalazišta u Paquimé u Casas Grandes
20. 1999. – Arheološka nalazišta Xochicalco
21. 1999. – Povijesna utvrda Campeche
22. 2002. – Grad Maya Calakmul (Campeche)
23. 2003. – Franjevačke misije Sierra Gorde u Querétaru (Querétaro)
24. 2004. – Casa Barragán, kuća i studio Luísa Barragána
25. 2005. – Otoci i zaštićena područja u Kalifornijskom zaljevu
26. 2006. – Nasadi agave i mjesta za proizvodnju tequile u okolici grada Tequila
27. 2007. - Kampus sveučilišta Ciudad Universitaria u Mexico Cityju
28. 2008. - Grad San Miguel de Allende s obzidom i proštenjarska crkva Jesús de Nazareno de Atotonilco
29. 2008. - Rezervat biosfere leptira Monarha (Mariposa Monarca)
30. 2010. - Camino Real de Tierra Adentro
31. 2010. - Prapovijesne špilje Yagula i Mitle u središnjoj dolini Oaxace
32. 2013. - Rezervat biosfere El Pinacate y Gran Desierto de Altar
33. 2015. - Akvedukt Padrea Temblequea
34. 2016. - Revillagigedo (arhipelag)
35. 2018. - Rezervat biosfere Tehuacán-Cuicatlán

## Popis predložene svjetske baštine Meksika
1. 2001. - Dvorac Chapultepec, brdo i šuma
2. 2001. - Povijesni grad Alamos
3. 2001. - Crkva Santa Prisca s okolicom
4. 2001. - Pretkolumbovski grad Cantona
5. 2001. - Veliki grad Chicomostoca, La Quemada
6. 2001. - Povijesni grad San Sebastián del Oeste
7. 2001. - Atelje-muzej Fride Kahlo
8. 2004. - Valle de los Cirios
9. 2004. - Flora i fauna zaštićenog područja Cuatro Ciénegas
10. 2004. - Povijesni grad „Kraljevih jedanaest tisuća djevica”, Cosala
11. 2004. - Huicholski put do Huiricuta (Tatehuari Huajuye)
12. 2004. - Područje rijeka Lacan-Tún-Usumacinta
13. 2004. - Rezervat biosfere Banco Chinchorro
14. 2004. - Tecoaque
15. 2006. - Cuetzalan i njegova povijesno-kulturna i prirodna okolica
16. 2008. - Povijesni grad Maja, Izamal
17. 2008. - Los Petenes-Río Celestún
18. 2008. - Las Pozas, Xilitla
19. 2010. - Povijest vremena rijeke La Venta
20. 2012. - Rezervat biosfere Tehuacan-Cuicatlan
21. 2012. - Cenote kratera Chicxulub, Yucatan
22. 2012. - Arheološki lokalitet Las Labradas, Sinaloa

## Poveznice
- Popis mjesta svjetske baštine u Americi